# Bierzmowanie
Bierzmowanie, chryzmacja lub miropomazanie – jeden z trzech sakramentów wtajemniczenia chrześcijańskiego w Kościele katolickim, prawosławnym, starokatolickim i anglikańskim. Zgodnie z tradycją chrześcijańską bierzmowanie uważane jest za drugi po chrzcie sakrament inicjacji chrześcijańskiej. Przez Katechizm Kościoła katolickiego jest zaliczany do pierwszej z trzech grup siedmiu sakramentów – „sakramentów wtajemniczenia chrześcijańskiego”. Jego istotą jest przekazanie wiernym „Znamienia daru Ducha Świętego” i umocnienie ich wiary. Jednoczy ściślej z Jezusem Chrystusem. W Kościele rzymskokatolickim bierzmowanie jest udzielane kandydatom w wieku między 14. a 18. rokiem życia, a więc już po przyjęciu Pierwszej komunii świętej. Cerkiew prawosławna i Katolickie Kościoły wschodnie udzielają chryzmacji wkrótce po chrzcie (czyli niemowlętom). Sakrament bierzmowania przyjmuje się tylko jeden raz w życiu.

## Istota i znaczenie bierzmowania
W Kościołach: katolickim, prawosławnym i anglikańskim bierzmowanie jest uznawane za jeden z trzech sakramentów wtajemniczenia chrześcijańskiego, a w katolicyzmie jeden z siedmiu sakramentów. „Obrzęd namaszczenia istnieje do naszych czasów zarówno na Wschodzie, jak i na Zachodzie”. Dlatego, zgodnie z terminologią bizantyńską, właśnie ten sakrament nazywa się na Wschodzie chryzmacją, namaszczeniem (miropomazanie) krzyżmem lub myronem, oznaczającym «krzyżmo». „Na Zachodzie nazwa bierzmowanie (confirmatio) sugeruje, że ten sakrament utwierdza chrzest i równocześnie umacnia łaskę chrzcielną”.
Sakrament bierzmowania udziela „daru Ducha Świętego”. Od czasu wyodrębniania się rytu bierzmowania od chrztu dyskusyjną jednak pozostaje kwestia, w jakim sensie udzielany jest Duch Święty bierzmowanemu, skoro już przez chrzest jest on świątynią Ducha Świętego. Kwestia ta była poruszana przez teologów już we wczesnym średniowieczu i wówczas utarło się przekonanie, że w bierzmowaniu udzielanych jest siedem darów Ducha Świętego. Ojcowie Kościoła w IV/V w. udzielenia tych darów upatrywali już we chrzcie, np. św. Ambroży z Mediolanu zwracał się do ochrzczonego: „Otrzymałeś pieczęć Ducha Świętego, Ducha mądrości i rozumu etc.” (De mysteriis  VII, 42); św. Augustyn z Hippony głosił: „Oto Duch Święty siedmioraki, którego wzywa się także nad ochrzczonymi” (Sermo 249, 3), wówczas jednak nie było jeszcze osobnych rytów, lecz oba te sakramenty stanowiły jedną całość. Po ich oddzieleniu na Zachodzie, w modlitwie epikletycznej odmawianej przez biskupa bezpośrednio przed namaszczeniem bierzmowanego, zawarto stwierdzenie o udzielaniu też siedmiu darów (sakramentarze do VIII wieku), która niemal niezmieniona, jest też obecna w nowym obrządku rzymskim:

Ojcze naszego Pana, Jezusa Chrystusa, który odrodziłeś te sługi swoje przez wodę i Ducha Świętego i uwolniłeś ich od grzechu, ześlij na nich Ducha Świętego Pocieszyciela, daj im ducha mądrości i rozumu, ducha rady i męstwa, ducha umiejętności i pobożności, napełnij ich duchem bojaźni Twojej. Przez Chrystusa, Pana naszego. Amen.

Jednakże św. Grzegorz Wielki jeszcze w VIII wieku, a zatem już po wyodrębnieniu się bierzmowania, omawiając szczegółowo siedem darów Ducha Świętego, ich „obecność w duszy chrześcijanina” łączył ze „stanem dziecięctwa Bożego”, który jest skutkiem chrztu (Moralia I, 27n). Kwestia rozumienia sensu otrzymywania Ducha Świętego po chrzcie, napotykała bowiem na trudność rozdzielenia darów Ducha Świętego od Jego Osoby. Już św. Augustyn zwracał uwagę, iż „Dar Ducha Świętego nie jest niczym innym, jak samym Duchem Świętym”, ale „Dar, jakim jest Duch Święty i który jest dany wspólnie wszystkim członkom Chrystusowym, dzieli się na mnóstwo darów przeznaczonych dla każdego” (O Trójcy Świętej XV, XIX). Św. Tomasz z Akwinu streścił to nauczanie wyjaśniając, że „Dar stanowi imię własne Ducha Świętego, o ile w Bogu oznacza Osobę” (Suma Teologiczna I, 39, 2) oraz że „w błędzie są ci, którzy twierdzą, że nie Duch Święty, ale Jego dary są nam dane” (Suma Teologiczna I, 43, 3).
Dlatego w nauczaniu Kościoła od średniowiecza mówi się też ogólnie o otrzymywaniu przez bierzmowanie „pełni Ducha”, lub „pełni daru/darów Ducha”. Akwinata np. stwierdził jedynie, iż „sakrament ów daje pełność Ducha Świętego dla wzmożenia sił duchowych, co przysługuje wiekowi dojrzałemu”, zaś dary Ducha Świętego łączył już ze chrztem. Podobnie Katechizm Rzymski, obowiązujący przez cztery wieki po Soborze trydenckim, w rozdziale o bierzmowaniu wyjaśnia za św. Milcjadesem, iż „przy źródle Chrztu dawa Duch Święty zupełność, aby człowiek był niewinnym, a przy bierzmowaniu daje doskonałość, aby łaski mógł dostąpić”.
Konstytucja dogmatyczna o Kościele Soboru watykańskiego II z 1964 roku stwierdza, że „Wierni, przez chrzest wcieleni do Kościoła [...] Przez sakrament bierzmowania jeszcze ściślej wiążą się z Kościołem, otrzymują szczególną moc Ducha Świętego” (Lumen Gentium 11). Jednak Paweł VI w Konstytucji Apostolskiej o sakramencie bierzmowania z 1971 roku, oświadczając na wstępie: „postanowiliśmy poddać rewizji także to, co należy do samej istoty bierzmowania, przez który wierni otrzymują Ducha Świętego jako dar”, powołując się w przypisie na tenże punkt Konstytucji o Kościele, stwierdza inaczej: „Odrodzeni na chrzcie, przez sakrament bierzmowania otrzymują, jako niewysłowiony Dar, samego Ducha Świętego, który ich umacnia w szczególny sposób”.
Ta ciągła kontrowersja w rozumieniu bierzmowania, pomiędzy otrzymaniem samego Ducha Świętego, a otrzymaniem darów Ducha Świętego, jest też widoczna w praktyce katechetycznej. Na przykład w Polsce bp Kazimierz Romaniuk w swym Podręczniku dla przystępujących do sakramentu bierzmowania, skupił się wyłącznie na siedmiu darach Ducha Świętego, omawiając je wszechstronnie , zaś bp Wacław Świerzawski w analogicznej publikacji Sakrament bierzmowania i obrzęd wtajemniczenia dorosłych pominął je całkowicie, nawet ich nie wymieniając, choć pisze wiele o roli Ducha Świętego w życiu wierzących .
W świetle nauczania Doktorów Kościoła, jak nie można mówić o udzielaniu samych darów, tak nie można też mówić w sensie ścisłym o udzielaniu samego Ducha Świętego w bierzmowaniu, skoro już mieszka on w wierzącym. Św. Tomasz z Akwinu rozwiązuje tę kwestię, rozważając możliwość kolejnego otrzymania Ducha Świętego przez kogoś, w kim już jest obecny poprzez sakrament chrztu, dając wyjaśnienie, iż nowe „posłannictwo niewidzialne Ducha Świętego”, które może być wielokrotne, sprawia że „Osoba Boska istnieje w kimś w jakiś nowy sposób”, udzielając też nowych darów (Suma Teologiczna I, 43, 3 i 6).
Podobnie w tradycji wschodniej, która - w przeciwieństwie do augustyńskiej tradycji zachodniej - dokonuje wyraźnego rozróżnienia pomiędzy istotą Boga a niestworzonymi Boskimi energiami, upatruje w bierzmowaniu nowy sposób działania (gr. ενέργεια) Ducha Świętego we wierzącym. Mikołaj Kabazylas pisał, iż „przez bierzmowanie ochrzczony otrzymuje od Ducha Świętego energię potrzebną do spowodowania, by łaska otrzymana w czasie chrztu przyniosła owoce, siłę do aktywnego rozwijania otrzymanych przezeń duchowych darów”. Według niego bierzmowani nie tylko „uczestniczą w darach Ducha Świętego”, ale otrzymują także nowe dary i charyzmaty, które sprawia Duch Święty, udzielając każdemu tak, jak chce (1 Kor 12,11).

## Udzielanie bierzmowania

### Kościoły katolickie

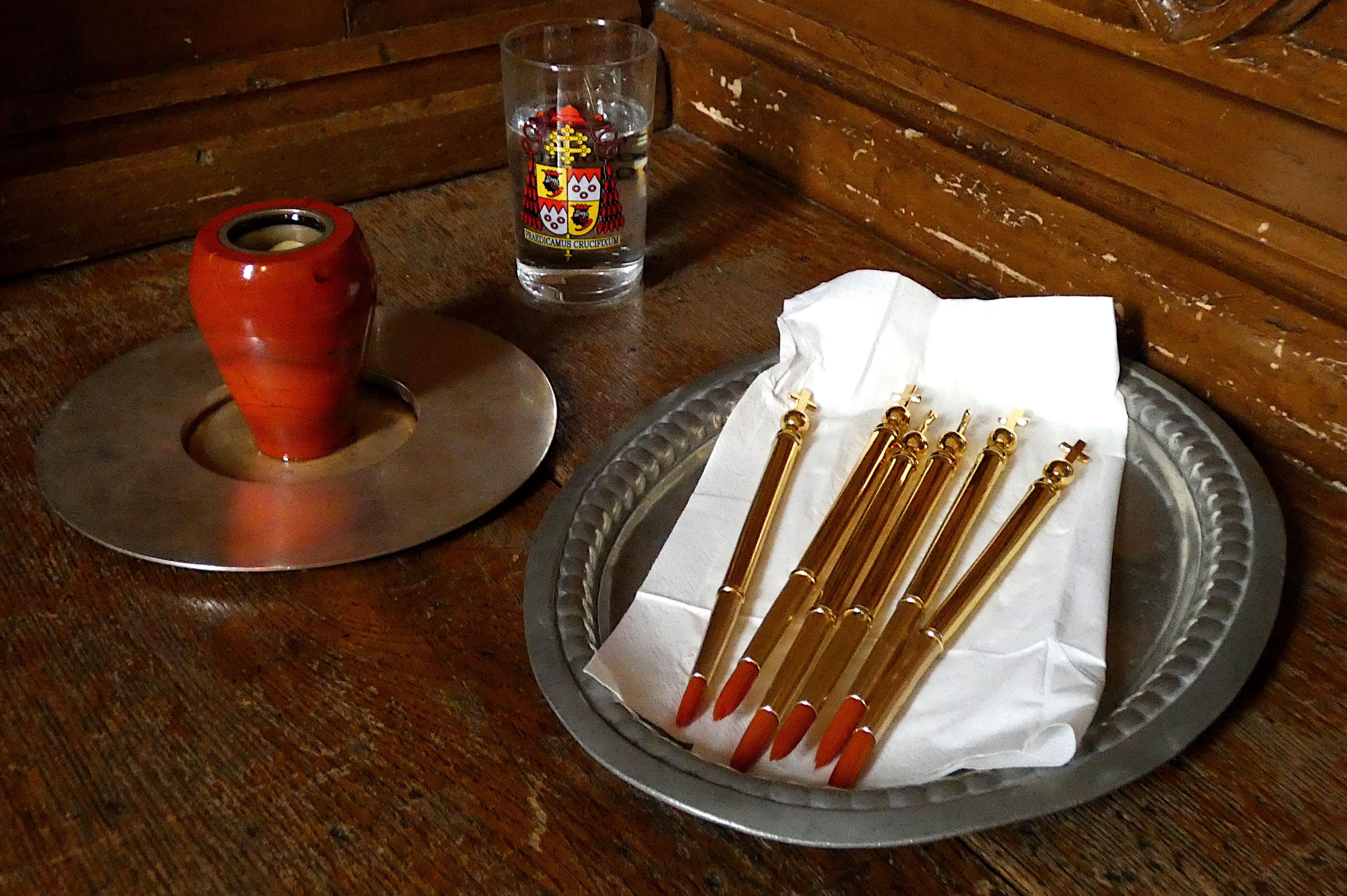
Bierzmowanie w czasach pandemii koronawirusa: pojemnik z Krzyżmem, pędzle do bezkontaktowego namaszczenia i pojemnik (tutaj z herbem Juliusa Kardynała Döpfnera) ze środkiem dezynfekującym

W Kościele łacińskim bierzmowanie stanowi drugi spośród sakramentów chrześcijańskiego wtajemniczenia. Udzielany jest przez biskupa (w szczególnych sytuacjach nadzwyczajnym szafarzem tego sakramentu może być zwyczajny kapłan), po dojściu kandydata „do używania rozumu” (około 7. roku życia, ale najczęściej znacznie później, w wieku „młodzieńczym”, czyli między 14. a 18. rokiem życia), a więc już po przyjęciu Pierwszej Komunii świętej. Zwykle dorośli neofici otrzymują bierzmowanie bezpośrednio po sakramencie chrztu, a przed przyjęciem pierwszej Komunii świętej. Katolickie Kościoły wschodnie nazywają ten sakrament «namaszczeniem krzyżmem». Udziela go kapłan dziecku bezpośrednio po sakramencie chrztu, a udział biskupa przejawia się w tym, że to on wcześniej dokonywał poświęcenia krzyżma. Zgodnie z Katechizmem Kościoła Katolickiego: „Przez sakrament bierzmowania [ochrzczeni] jeszcze doskonalej wiążą się z Kościołem i obdarzani są szczególną mocą Ducha Świętego, i w ten sposób jeszcze bardziej są zobowiązani, jako prawdziwi świadkowie Chrystusa, do szerzenia wiary słowem i uczynkiem oraz do jej obrony” (KK 11; KKK 1285).
„Zgodnie z tradycją, w Katolickich Kościołach wschodnich chryzmacji udziela prezbiter albo łącznie z chrztem, albo oddzielnie” (cyt. za „Kodeksem kanonów Kościołów wschodnich”, kan. 694). Jeśli idzie o czas udzielania chryzmacji, przyjęło się udzielać jej łącznie z chrztem, kan. 695 mówi wręcz o takiej powinności. Wyjątki od takiej sytuacji możliwe są tylko z poważnych przyczyn, jednak w takim wypadku należy starać się o jak najszybsze jej udzielenie („Kodeks kanonów Kościołów wschodnich”, kan. 695).
W kościołach starokatolickich bierzmowanie także jest uznawane za sakrament. Z kolei Polski Narodowy Kościół Katolicki uznaje, że chrzest i bierzmowanie są jednym sakramentem.

### Prawosławie

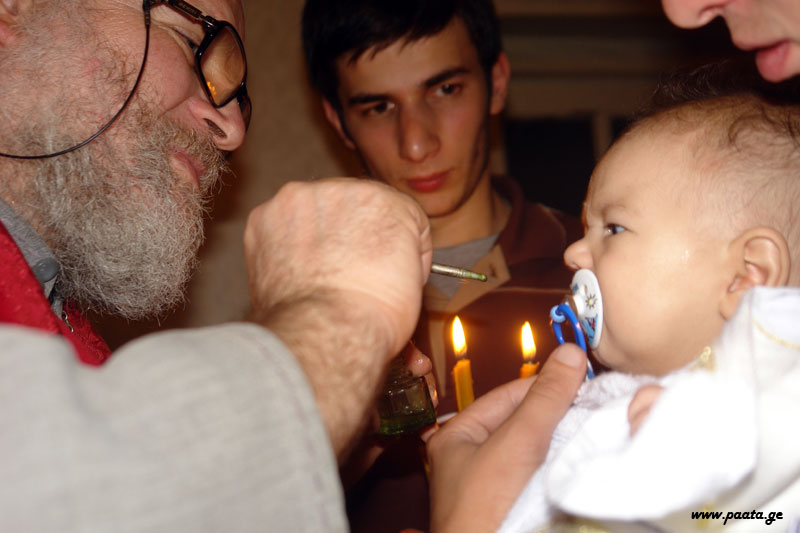
Chryzmacja udzielana natychmiast po chrzcie w Gruzińskim Kościele Prawosławnym

Prawosławie zachowało praktykę zbliżoną do norm Kościoła pierwotnego – kapłan udziela chrztu i chryzmacji łącznie, ale ze świadomością, że stanowią dwa odrębne sakramenty. W starożytnych normach trzy sakramenty: chrzest, bierzmowanie–chryzmacja i Eucharystia były bowiem rozumiane jako nierozłączne sakramenty inicjacji chrześcijańskiej. Obecna praktyka Kościoła prawosławnego wiąże się z udzielaniem chrztu poza liturgią, zaś sakrament Eucharystii jest udzielany w znacznym odstępie czasu od dwóch wcześniejszych sakramentów.

Miropomazanie, jest to Sakrament, przez który wierzący, przy pomazaniu w imię Ducha Świętego św. Mirem, wzmacnia się dla życia duchowego. [...] Święty ten obrzęd miropomazania składa się z następujących czynności: człowiekowi, który przyjął chrzest, kapłan pomazuje główne części ciała Św. Mirem, wymawiając przytem słowa: „Pieczęć daru Ducha Świętego”, podczas tego pomazania Duch Święty niewidzialnie udziela owemu człowiekowi Swych darów, albo mocy, aby wzrastał on w wierze Chrystusowej. Miro w Cerkwi Prawosławnej przygotowuje się tym samym sposobem, co i w Starym Testamencie, t.j. gotuje się z najlepszego oleju oliwnego i wonności. Tylko Biskupi poświęcają Miro; samego pomazania dokonywuje zwykle kapłan bezpośrednio po akcie chrztu („Katechizm Prawosławny”, 1938).

W praktyce liturgicznej współczesnych Kościołów prawosławnych miro, wonny olejek, przygotowywane jest wyłącznie pod nadzorem zwierzchnika odpowiedniej Cerkwi autokefalicznej. Poświęcenie mira przysługuje wyłącznie biskupom i jest dokonywane nie częściej niż raz w roku − w Wielkim Tygodniu. Miro powstaje z wielu składników, co ma symbolizować różnorodność i bogactwo darów Ducha Świętego. Następnie rozsyłane do poszczególnych parafii. W ten sposób każdy, kto poprzez chrzest i bierzmowanie włączany jest do danej Cerkwi, otrzymuje symboliczne błogosławieństwo jej najwyższego hierarchy.
Ojcowie Cerkwi podkreślali, że sakrament ten jest niezbędny dla każdego ochrzczonego i z tego powodu porównywali miropomazanije do światła, ciepła i powietrza, które są niezbędne do życia.

### Kwestia odmienności tradycji Kościoła katolickiego i prawosławia
W latach 80. XX wieku zainicjowane zostały rozmowy teologiczne między Kościołem katolickim a Kościołem prawosławnym. Międzynarodowa Komisja mieszana do dialogu teologicznego między Kościołem katolickim a Kościołem prawosławnym, podczas trzeciej Sesji plenarnej („Wiara, Sakramenty i jedność Kościoła” – Kreta, 1984) poruszyła sprawę różnic w praktykowaniu sakramentów inicjacji chrześcijańskiej. Dyskusję kontynuowano na IV Sesji plenarnej, która odbyła się w 1987 roku w Bari i obejmowała ten sam zakres problemowy. Zwieńczeniem tych obrad było przyjęcie długo omawianego dokumentu: „Wiara, sakramenty i jedność Kościoła”, który osadzając tematykę w kontekście eklezjalno-wspólnotowym, podkreślił wzajemną relację wszystkich sakramentów inicjacyjnych. W zakresie istniejących rozbieżnych praktyk liturgicznych, Członkowie Komisji znaleźli wsparcie w decyzjach Soboru focjańskiego (879–880), które oparte były na konsensusie i zasadzie wzajemnego poszanowania prawa do zachowywania odmiennych tradycji w łonie chrześcijaństwa. Uzgodniony dokument wyraża akceptację, że w obrębie Kościoła mogą występować rozbieżności w zakresie praktyki: „Każda stolica otrzymała od tradycji pewne stare zwyczaje. Na ich temat nie powinno się zawzięcie dyskutować, ani kłócić. Kościół rzymski zachowuje właściwe sobie zwyczaje i dobrze, że tak czyni. Z drugiej strony Kościół Konstantynopolitański także zachowuje pewne zwyczaje sobie właściwe ...”.

### Anglikanizm
Kościół anglikański, jakkolwiek związany jest z tradycją protestancką, jednak w dużym stopniu zachował z katolicyzmem więź teologiczną. Wyrazem tego jest między innymi fakt zaliczania bierzmowania do sakramentów. Doktrynalna definicja wyznania anglikańskiego („39 artykułów”) nie uznaje jednak bierzmowania, pokuty, małżeństwa, święcenia, ostatniego namaszczenia, za „sakramenty Ewangelii” i stwierdza, że: „nie posiadają takiej natury sakramentu jak chrzest czy Wieczerza Pańska, ponieważ nie posiadają widocznego znaku ani obrządku poleconego przez Boga”. „Encyklopedia katolicka” wyraża opinię, że fakt zachowania przez biskupa uprawnienia do udzielania tego sakramentu w Kościele anglikańskim, pozwala na ocenę tego rytu jako bliskiego katolickiemu pojmowaniu tego sakramentu.

## Nazwa
Aż do początków V wieku bierzmowanie nie miało odrębnej nazwy. Było traktowane jako jeden z elementów inicjacyjnych. Ryty, które poprzedzały udział w Eucharystii, ówczesna tradycja nazywała chrztem. Informacje na ten temat przynoszą pisma Hipolita Rzymskiego. Ten element inicjacji chrześcijańskiej zyskiwał nazwy, które albo wynikały z fragmentów jego liturgii, albo nawiązywały do jego skutków.

### Nazwy nawiązujące do liturgii

#### „Manus impositio”
Gest wkładania rąk był w wydarzeniach biblijnych opisywany jako symbol przekazywania błogosławieństw, szczególnych uprawnień i mocy. Gest ten był wykonywany także przez Jezusa (por. Mk 10, 13–16; Mt 19, 13–15). Najstarsza tradycja chrześcijańska wiąże uzyskiwanie przez ochrzczonych daru Ducha Świętego z włożeniem na nich rąk przez Apostołów. Dzieje Apostolskie (Dz. 8, 4–17) przynoszą opis działalności diakona Filipa w Samarii, na skutek której wielu Samarytan zostało ochrzczonych. Ale dopiero dzięki późniejszemu „włożeniu rąk” przez Piotra i Jana neofici otrzymywali Ducha Świętego. Autor Listu do Hebrajczyków opisując (Hbr 6, 1b–2) fundamentalne elementy wiary chrześcijańskiej wylicza, że należą do nich: „pokuta za uczynki martwe i [wyznanie] wiary w Boga, nauka o chrztach i nakładaniu rąk, o powstaniu z martwych i sądzie wiecznym”. Owo „manus impositio” (włożenie rąk) było opisywane przez Tertuliana, Cypriana z Kartaginy i Augustyna jako ryt potrzebny dla otrzymania Ducha Świętego. Synod w Elwirze (lata 300/306) ustalił, że nowoochrzczeni mają być przedstawieni biskupowi, by ich „udoskonalił przez włożenie rąk”.

#### „Signaculum” i „consignare”
Innymi słowami używanymi na określenie sakramentu bierzmowania, było „signaculum”, obsignatio (z greckiego: σφραγίς (sphragis)) – „pieczęć” – a później także określało znak wyciśnięty przez pieczęć, oraz czasownik „consignare” wyrażający czynność naznaczania, pieczętowania.

Tych, którzy w Kościele otrzymują chrzest, stawia się przed zwierzchnikami Kościoła, oni zaś, przez naszą modlitwę i włożenie rąk otrzymują Ducha Świętego i przez znamię (łac. „signaculum”) Pańskie udoskonalenie. (Cyprian z Kartaginy, List 73)

Słowo signaculum występuje także w Biblii, ale w znaczeniu przenośnym: „On to wycisnął na nas pieczęć i zostawił zadatek Ducha w sercach naszych” (2 Kor 1, 22). W takim samym znaczeniu używa tego terminu św. Ambroży. 23-krotnie określenie sphragis – „pieczęć” pojawia się w Apokalipsie. W znaczeniu zapieczętowania (uczynienia ukrytym przed niepowołanymi) oraz w znaczeniu „opieczętowana” znakiem własności Boga. „Pieczęć”, w kontekście chrzcielnym, zostało w Nowym Testamencie użyte trzykrotnie – a każdym razem tylko w pismach św. Pawła (2 Kor 1,22; Ef 1,14; Ef 4,30) – na ogłoszenie, że Bóg opieczętował swoich wybranych, pieczęcią, którą jest Duch święty. Paweł niejednokrotnie utożsamiał dar ducha z chrztem (1 Kor 6,11; 1 Kor 12,13).
Dopiero w liście papieża Korneliusza do antypapieża Nowacjana consignatio użyte jest już wyraźnie na określenie sakramentu bierzmowania. Od IV wieku consignare stanowi już jednym z podstawowych terminów na jego określenie. Potwierdzają to zapisy Innocentego I i papieża Gelazego. Sakramentarz gelazjański słowem tym określa cały obrzęd sakramentu bierzmowania i opisuje ryt jako krótki, złączony z liturgią chrzcielną w ramach Wigilii Paschalnej.

#### „Chrisma” – „chrismatio”
Rytem, który od początku był związany z bierzmowaniem, było namaszczenie. W sposób naturalny przyjęte zostało greckie określenie – χρῖσμα (xpisma) „chrisma”, które pochodzi od słowa χρίω (xpioo) jako „coś czym się namaszcza” (łac. unguentum). Zwyczajowo słowo chrisma przyjęło jednak znaczenie rzeczownika unctio (łac.: namaszczenie). Na Zachodzie funkcjonowało początkowo namaszczenie pochrzcielne, ale nie miało ono jeszcze znaczenia przekazywania neoficie Ducha Świętego. Tradycja Apostolska Hipolita Rzymskiego opisuje dwie czynności namaszczenia. Jedno było dokonywane przez prezbitera, a drugie przez biskupa. W Kościele zachodnim namaszczano jedynie czoło, a w Kościołach wschodnich także i inne części ciała neofity. (Cyryl Jerozolimski odnosił się do tego rytu w trzeciej katechezie mistagogicznej, i wskazywał, że po chrzcie namaszcza się czoło, uszy, nos i piersi bierzmowanego). Zdaniem Bernarda Botte OSB, historyka liturgiki, dyrektora Institut Supérieur de Liturgie w Paryżu, ten drugi ryt namaszczenia po chrzcie stał się signatio in fronte krzyżmem, czyli rzymskim rytem bierzmowania. Określenie chrismatis sacramentum dla sakramentu bierzmowania można odnaleźć w pracach Augustyna, Pacjana z Barcelony i papieża Leona I, a od końca IV wieku na Zachodzie chrisma stanowi określenie dla oleju używanego do namaszczania – zarówno chrzcielnego, jak i tego podczas bierzmowania.

### Nazwy odwołujące się do skutków bierzmowania

#### „Consummare” – „consummatio”, „perficere” – „perfictio”
W opiniach Ojców Kościoła bierzmowanie stanowiło udoskonalenie i dopełnienie chrztu (perfectio baptismi), więc używali określeń „perfectio” lub „consummatio”.

#### Confirmare – confirmatio
W swych katechezach do katechumenów „De sacramentis” biskup Mediolanu Ambroży zaczął używać słowa „confirmare”. Jest to najstarszy znany przykład określenia sakramentu bierzmowania tym słowem. Biskup użył tego określenia za św. Pawłem, który w Drugim Liście do Koryntian 1,21 mówił: „Tym zaś, który umacnia nas (łac. confirmat nos) wespół z wami w Chrystusie i który nas namaścił, jest Bóg.” „Confirmare” jako techniczne określenie rytu namaszczenia czoła krzyżmem pojawiło się w dokumentach pierwszego synodu w Orange w 441 roku. Opat Faust z Riez terminem „confirmatio” określał włożenie rąk na neofitów. W VII wieku rzymskie księgi liturgiczne „Ordo Romanus XI” określają już ryt jako „confirmare”, a nie „consignare”. Beda Czcigodny (VII–VIII w.) zapisał, że namaszczenie czoła bierzmowanego z włożeniem ręki przez biskupa nazywa się „confirmatio”. Rozpowszechnienie terminu zawdzięczamy Faustowi z Riez, którego homilia zawierająca oznaczenie została zawarta w zbiorze pism, który poprzez publikację w „Dekrecie Gracjana” została umieszczona w pracy Piotra Lombarda, a przez to rozpowszechniona świecie nauki średniowiecza.

### Nazwy polskojęzyczne
Słownik etymologiczny języka polskiego Aleksandra Brücknera wywodzi słowo „bierzmować” jako zapożyczenia z czeskiego birzmowati, z dawnego niemieckiego firmōn, firmen i z łacińskich firmare i confirmare. Wpływ języka czeskiego jest widoczny w zamianie niemieckiego f na b. Zdaniem Brücknera, polscy wyznawcy religii innych od dominującego katolicyzmu przyczynili się do wiązanie określenia „bierzmowanie” z belką podtrzymującą całą konstrukcję dachową, nazywaną bierwionem lub bierzmem. Formę tę mieli przejąć także katolicy. Na przestrzeni wieków polska nazwa ewoluowała – od byrzwowanye i byrzwnowanie (XV w.) przez birzmowanie (XVI w.). „Słownik polszczyzny XVI wieku” odnotowuje historyczne wersje stosowanych w piśmiennictwie określeń: bierzmowanie, byrzmowánye, birzmowanie, bierznowanie, birznowanie, i wskazuje, że synonimem jest „potwierdzanie”. Marginalia NT Biblia Jakuba Wujka zawierają przypis: «Przetoż nie tylko bierzmowánie iákoſmy wyżſzey przypomnieli/ále y kápłáńſtwo [...] rąk wkłádániem ieſt názwáne». Słownik podaje także określenie metonimiczne: „sprawowaniu krzyżma” („...roſkazał iáki obycżay ſpráwowánia Krzyzmá być miał.”). Zgodnie z „Kodeksem kanonów Kościołów wschodnich”, polskie Katolickie Kościoły wschodnie stosują nazwę chryzmacja.
Cerkiew prawosławna używa określenia zgodnego z terminologią teologii bizantyńskiej – chryzmacja, oraz terminu „miropomazanie” (cs. i ros. миропомазание) i „pomazanie”. To ostatnie określenie objaśnia „Katechizm: podręcznik do nauki religii prawosławnej” (1938): „«Pomazuję» po grecku chrio, stąd słowo Chrystos oznacza «Pomazaniec», t. j. ten, na którym spoczywa przez święte pomazanie Duch Święty”.

## Rozwój historyczny

### Źródła biblijne
Zapowiedź i przygotowanie tego co stało się praktyką w Kościele, który znamy z Dziejów Apostolskich, można dostrzec w księgach Starego Testamentu. Zapowiadały one wylanie Ducha Świętego w czasach mesjańskich.

#### Zapowiedzi biblijne Starego Testamentu
Proroctwo z Księgi Izajasza (Iz 11,1–2) wspomina o „Duchu Pańskim”, który ma spocząć na Mesjaszu. W Księdze Joela (Jl 3, 1–2), oraz w Księdze Ezechiela (Ez 36, 24–27) odnaleźć można zapowiedź „tchnięcia Ducha” na cały lud wiernych.

#### Praktyka nowotestamentalna
Nowy Testament przynosi powtórzenie owej zapowiedzi podczas Ostatniej Wieczerzy (J 14,16–17) i spełnienie w dniu Pięćdziesiątnicy (Dz 2, 1–4).
Trzy teksty Nowego Testamentu dają pewność, że nałożenie rąk w celu przekazywania Ducha – wykonywanego po kąpieli wodnej i jako uzupełnienie tej kąpieli – istniało już w najwcześniejszych czasach apostolskich: Dz 8, 4–20 oraz 19, 1–7, a także List do Hebrajczyków 6, 1–6. W dwóch fragmentach z Dziejów ukazani są osobni szafarze do tych dwóch działań: chrztu i udzielania Ducha Świętego. W Dziejach Apostolskich 8 widać to na pierwszy rzut oka: daru Ducha nie udzielił diakon, ale apostołowie, którzy przekazali go poprzez gest nałożenia rąk. Więź nałożenia rąk z modlitwą o zstąpienie Ducha jest w tym fragmencie szczególnie wyraźnie widoczna. W Dziejach Apostolskich 19 chrzest uczniów jest ukazany dość ogólnie, bez informacji o szafarzu. Sądząc jednak po tym, co Paweł Apostoł pisał w 1 Kor 1,17 to nie mógł być on sam, ponieważ z zasady pozostawiał chrzczenie innym. Potem jednak wyraźnie jest powiedziane, że to Święty Paweł nałożył ręce. Oba te fragmenty przypisują nałożeniu rąk funkcję przekazania Ducha Świętego. Dar Ducha nie dokonał się wcześniej w czasie zwykłego wykonania kąpieli chrzcielnej.
Piotr Skarga w jednym z kazań dowodził, że Nowy Testament wskazuje na dwustopniowy akt włączenia chrześcijanina do Kościoła. Pierwszym etapem miał być chrzest, a drugim „włożenie rąk” (por. Dz 8, 14–17).

#### W nauczaniu Apostoła Pawła
Nie jest możliwe wyodrębnienie w nauczaniu Pawła z Tarsu poszczególnych etapów w procesie wewnętrznym wtajemniczenia chrześcijańskiego. Dla Apostoła, stanie się chrześcijaninem i otrzymanie Ducha jest czymś jednym, jak świadczy o tym zdanie z Listu do Rzymian: „Jeżeli zaś kto nie ma Ducha Chrystusowego, ten do Niego nie należy” (Rz 8,9).
Jednym z bardziej wyrazistych obrazów użytych przez Apostoła dla opisania daru Ducha otrzymanego przez ochrzczonych jest wyrażenie: „Wszyscyśmy też zostali napojeni jednym Duchem” (1 Kor 12,13). Wielu współczesnych egzegetów, m.in. Bisping, Belser, Cornely, Prat, Gutjahr, Sickenberger, Huby, widzi w tym wyrażeniu bezpośrednie nawiązanie do bierzmowania. Według Rudolfa Schnackenburga:
1. gramatycznie, czasownik w czasie przeszłym (aoryst) sugeruje obrzęd, który jest przeszłością, analogiczny i równoległy do chrztu;
2. sam chrzest nie może być brany pod uwagę, ponieważ został wymieniony tuż przedtem, w pierwszej części zdania: „wszyscyśmy bowiem w jednym Duchu zostali ochrzczeni”;
3. werset opisuje tworzenie Ciała Chrystusa; po wcieleniu danej osoby w Chrystusa Duch Święty przychodzi, aby wlać nowe życie w świeżo ochrzczonego i dokończyć dzieła wcielenia;
4. fakt, że już w Starym Testamencie użyty był obraz napojenia, nawodnienia do ukazania wylania Ducha (por. Iz 29,10 /Septuaginta/; Ez 17, 7; 32,6; por. 1 Kor 3, 6–8) jest również ważnym argumentem[61].

Inny tekst Pawłowy z 2. Listu do Koryntian zbiera trzy figury-obrazy stosowane przez Apostoła do opisania przyjęcia Ducha: „namaszczenie”, „pieczęć” i „zadatek Ducha”. Zdanie zaczyna się od słowa umacnia, po łacinie confirmat (gr. Βεβαιων), co może być odpowiednikiem polskiego bierzmuje:

Tym zaś, który umacnia nas wespół z wami w Chrystusie i który nas namaścił, jest Bóg. On też wycisnął na nas pieczęć i zostawił zadatek Ducha w sercach naszych (2 Kor 1,21–22; por. Ef 1,13; 4,30).

Użyte przez św. Pawła słowo namaścił odnosi się w Nowym Testamencie najpierw do Chrystusa. On jest pierwszym namaszczonym, jak ukazuje to np. Ewangelia Łukasza 4,18 oraz Dzieje Apostolskie 4,27 i 10,38, a także List do Hebrajczyków 1,9. Chrześcijanin przez chrzest upodabnia się do Chrystusa i zostaje namaszczony Duchem jak Mistrz. Pawłowe obrazy „namaszczenia” czy „pieczęci” nie mówią wprost o „liturgii” sakramentu w pierwszych wspólnotach Kościoła. Nie można z nich wnioskować, że stosowano już wtedy np. obrzęd namaszczania olejem. Niemniej, obrazy te znajdują się u początków wypracowanych niedługo później kościelnych terminów i rytów używanych m.in. do sakramentu bierzmowania. W listach Pawła na próżno szukać oddzielnego sakramentu Ducha Świętego obok chrztu. Pole widzenia Apostoła jest zdominowane przez obecność i pełnię Ducha Bożego, którego wylanie jest ze chrztem najściślej związane. Stanowi jedną z nim całość, nie jest jakimś odrębnym wydarzeniem-sakramentem. Paweł nie mógłby sobie wyobrazić wydzielenia ze chrztu tego umocnienia Duchem Świętym, „napojenia” nim – które później zostanie nazwane bierzmowaniem.

### Pierwsze wieki
W pierwszych wiekach bierzmowanie nie miało własnej nazwy. Było udzielane niejako wewnątrz obrzędu chrztu, który był jednym z dwóch rytów kończących inicjację chrześcijańską. W tym okresie, gdy mowa jest o rytach inicjacji, wymienia się jedynie chrzest i Eucharystię. Chrzest był rozumiany zgodnie z nauczaniem biblijnym, jako zawierający obydwa elementy: „chrzest z wody” i „chrzest z Ducha Świętego” (por. Dz 1,5–8) – stanowił inicjację do Eucharystii. Z tego powodu najstarsze dokumenty chrześcijańskie nie zawierają wzmianek mówiących o udzielaniu bierzmowania (confirmatio), ale jedynie spis czynności pomiędzy chrztem a Eucharystią, z których dopiero później wyłoniono odrębny sakrament, rozumiany obecnie jako bierzmowanie. Przyjęcie łączne rytów-sakramentów wtajemniczenia, czyli chrztu i eucharystii, miało miejsce podczas Wigilii Paschalnej. Do rytów tych dopuszczano głównie dorosłych kandydatów. By móc do nich przystąpić, katechumeni musieli dać świadectwo swego głębokiego nawrócenia i przyjęcia zasad życia chrześcijańskiego. Przemiana życia dokonywała się podczas katechumenatu, który był czasem dogłębnej formacji doktrynalnej, moralnej i duchowej. Liturgię prowadził biskup, w towarzystwie prezbiterów i diakonów. Kandydaci, określani jako electi, czyli wybrani, po liturgii słowa, byli prowadzeni najpierw do baptysterium. Tam zdejmowali ubrania jako symbol zrzucenia dawnego człowieka (por. Kol 3,9; Ef 4,22). Następnie namaszczano całe ich ciała olejem katechumenów, mającym moc egzorcyzmowania diabła. Następowało wyrzeczenie się diabła i błogosławieństwo wody chrzcielnej, które zawierało też motywy egzorcyzmujące. Namaszczonych chrzczono przez zanurzenie, lub przez polanie wodą. Przy czym formuła trynitarnego wyznania wiary była jednocześnie formułą chrzcielną. Zaraz po wyjściu katechumenów z wody, biskup wkładał na nich ręce i wznosił modlitwę o dar Ducha Świętego, namaszczając ich czoła olejem krzyżma – czyli wykonywał ryt identyfikowany obecnie jako bierzmowanie. Porządek ten zachowywany był z pewnymi różnicami w większości kościołów. Znaczna różnica występowała w Patriarchacie Antiochii, jak świadczą o tym m.in. Homilie Teodora z Mopsuestii, a także Didascalia Apostolorum. Tam, od początku, namaszczenie katechumenów na czołach olejem, który Jan Chryzostom nazywa „duchowym olejem” (gr. myron pneumatikon), dokonywano przed zanurzeniem w wodzie, a nawet jeszcze przed namaszczeniem egzorcyzmującym. Syryjskie Didaskalia, dokument z początku III w., pouczały biskupa następująco:

„Jak dawniej królowie i kapłani byli w Izraelu namaszczani, czyń i Ty w podobny sposób, z nałożeniem ręki, namaść czoło tych, którzy otrzymują chrzest czy to kobiet, czy mężczyzn”.

Po chrzcie i otrzymaniu Ducha Świętego neofici przystępowali do ostatniej części inicjacji polegającej na udziale w Eucharystii.
Dzieci dorosłych chrześcijan także przystępowały do tych trzech rytów, ale nie dokonywały wyznania Credo, a były przyjmowane do społeczności w wierze rodziców i zgromadzenia lokalnego Kościoła, którzy byli gwarantami ich wychowania w duchu wiary. Najstarsze pisemne potwierdzenia chrztu dzieci pochodzą z początku III wieku i znane są z pism Tertuliana, Cypriana z Kartaginy i Hipolita Rzymskiego.
Jean Daniélou wywodzi ryt naznaczania na czole znakiem krzyża od fragmentu z Apokalipsy opisującego oznaczania (opieczętowywania) sług Boga na czołach, a także z tekstu Księgi Ezechiela w którym znajduje się opis znaczenia czół mieszkańców Jerozolimy znakiem Tau. Cyprian z Kartaginy wiązał ów znak z symbolem krzyża na którym umarł Jezus i pisał o „znamieniu Pańskim”.
Kolejność rytów inicjacyjnych była stała: chrzest–bierzmowanie–Eucharystia i wyjątkowo mogła być zmieniana w szczególnych sytuacjach. Do takich sytuacji należało dokonanie chrztu u chorego albo wówczas, gdy liturgii nie mógł przewodniczyć biskup, na przykład ze względu na odległość danego zgromadzenia od siedziby biskupa. Wówczas consignatio (bierzmowanie) było udzielane przez biskupa w późniejszym terminie. „Ordo XI” z VII wieku napominało, by bierzmowanie nie było przekładane na później.
Na przełomie II i III wieku Tertulian pisał w dziele De baptismo (20, 1.5) o trzech obrzędach chrzcielnych: namaszczeniu olejem, naznaczeniu czoła krzyżem i nałożeniu ręki. Pierwszy z nich jest interpretowany jako ryt bierzmowania. Opisy obrzędu bierzmowania zawarte w tekstach Tertuliana (De baptismo) i Cypriana z Kartaginy (List 73) nie różnią się od opisu biblijnego.
„Tradycja apostolska” z III w. przypisywana Hipolitowi Rzymskiemu opisuje ryt namaszczenia jako jeden z elementów inicjacji i nazywa chrztem wszystko to, co poprzedza udział w sakramencie Eucharystii. Po opisie i wyliczeniu rytów inicjacyjnych (obmycie wodą, włożenie rąk przez biskupa, namaszczenie olejem, udział w Eucharystii) autor zapisał bowiem: «To bowiem przekazaliśmy wam krótko o chrzcie świętym i ofierze świętej» (Haec autem tradidimus vobis in brevi de baptismo (βάπτισμα) sancto et oblatione (προσφορά) sancta...). Trzeba jednak uwzględnić fakt, że ryt namaszczenia nie jest właściwy tylko sakramentowi bierzmowania, ale jest spotykany w innych obrzędach chrześcijańskich. Między innymi w obrzędzie chrztu – consignatio (naznaczenie znakiem krzyża) lub chrisma, unctio (namaszczenie) – lub przy pojednaniu heretyków, manus impositio.

### Oddzielenie rytu bierzmowania od chrztu
Zastrzeżenie możliwości udzielania bierzmowania tylko przez biskupa (V/VI w.) doprowadziło w zachodnim chrześcijaństwie do rozdzielenia rytu bierzmowania od rytu chrztu. W Rzymie do IX wieku, a w innych regionach do XII wieku bierzmowanie było udzielane przez biskupa bezpośrednio po chrzcie, lub podczas najbliższej wizyty biskupa – bierzmowania udzielano także niemowlętom. Od IV w. coraz częściej zdarzało się, że bierzmowania udzielano odrębnie, a nie razem ze chrztem. Wraz z dynamicznym wzrostem ilości gmin chrześcijańskich, na wsiach chrztu udzielali prezbiterzy i diakoni, zaś nowoochrzczeni czekali na wizytę biskupa, by otrzymać bierzmowanie, lub udawali się do siedziby biskupa. Praktykę tę w 382 opisywał Hieronim: „Taki jest zwyczaj kościołów, że biskup wyjeżdża, ażeby wzywając Ducha Świętego włożyć ręce na tych, którzy z dala od miast większych ochrzczeni byli przez kapłanów i diakonów”. Od X/XI w. odległość czasowa między narodzeniem, a chrztem dziecka ulegała skracaniu – sukcesywnie do 30, 15 i 8 dni (w XIV w.). Od rodziców ochrzczonych domagano się, by w jak najkrótszym czasie po chrzcie umożliwili swoim dzieciom sakrament bierzmowania.
Do XII wieku panował zwyczaj, by nowo ochrzczonym udzielać Eucharystii. Ze względu na fakt, że rytuał chrztu był wówczas znacznie rozbudowany, elementy bierzmowania – które nie było traktowane jako odrębny sakrament – były znacznie zredukowane. Sprowadzały się do modlitwy podczas wkładania rąk, formuły sakramentalnej, a czasem także namaszczenia czoła. Sobór w Orange (441) przyniósł, między innymi, techniczne określenie namaszczania czoła krzyżmem – „confirmare”.

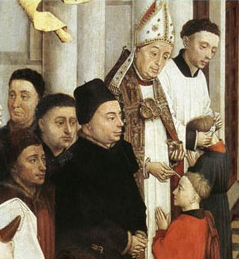
Biskup udzielający bierzmowania. Rogier van der Weyden, Siedem sakramentów, XV wiek.

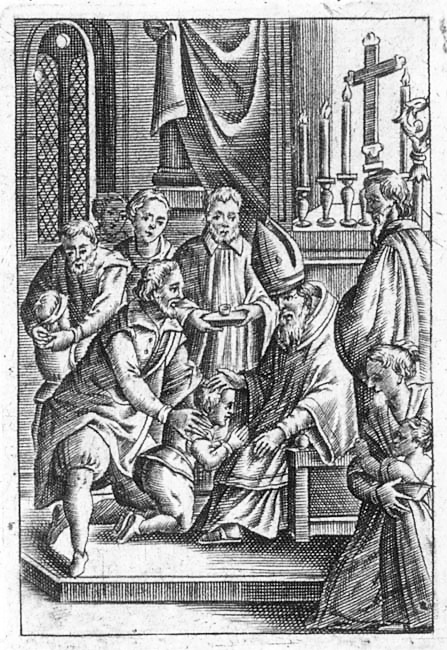
Bierzmowanie, Ilustracja Petrusa Canisiusa: Katechizm, 1679

Im większe jednak było dane biskupstwo, tym dłużej musieli czekać nowo ochrzczeni przez prezbitera chrześcijanie na wizytę wyświęconego biskupa, by mógł im udzielić bierzmowania. Równocześnie naruszana była klasyczna kolejność sakramentów wtajemniczenia (chrzest–bierzmowanie–Eucharystia). Zwyczaje, wyjątkowo rozległej, miejsko-rzymskiej gminy chrześcijańskiej były niewłaściwie przyjmowane w innych regionach Kościoła zachodniego. Przyswajane zmiany podbudowywano także od strony teologicznej. Homilia na Zesłanie Ducha św. żyjącego w V wieku Fausta z Riez wskazywała już na nowe znacznie rytu bierzmowania: ochrzczony jest „jak żołnierz, który już został wprawdzie odznaczony, ale nie ma jeszcze broni. Duch Święty daje w chrzcie łaskę niewinności, w bierzmowaniu zaś wzrost łaski, duchową broń do walki moralnej”. Także Tomasz z Akwinu przedstawiał już bierzmowanie nie jako istotny do zbawienia chrześcijanina element jego inicjacji, ale jako ryt chrześcijańskiego umocnienia (Suma teologiczna, III, 65, 4 72, 1–3). Na Zachodzie bierzmowanie zaczęło więc być traktowane jako sakrament świadomej decyzji, więc wiek dopuszczenia do jego przyjęcia był przesuwany, a od kandydatów wymagano dogłębnego przygotowania katechetycznego. Na Zachodzie chrześcijaństwa bierzmowanie stało się „bez jakiegokolwiek umotywowania w tradycji swego rodzaju liturgicznym «obwieszczeniem dojrzałości młodego chrześcijanina»”. Od XIII w., wraz z podkreślaniem charakteru bierzmowania jako sakramentu umocnienie do walki ze złem, wiek przystępujących do bierzmowania przesunięto na siódmy rok życia (Synod w Kolonii 1280).

### Średniowiecze
Zachowane rzymskie źródła liturgiczne z okresu do VII wieku (Sakramentarz gelazjański, Sakramentarz gregoriański („hadriański”) i Ordo romanus XI) zgodnie przedstawiają bierzmowanie jako bardzo krótki ryt, w skład którego wchodziła: modlitwa epikletyczna «Deus omnipotens» (w wersji gelazjańskiej) lub «Omnipotens sempiterne Deus» (w wersji gregoriańskiej), namaszczeniem czoła bierzmowanego za pomocą krzyżma z wypowiedzeniem formuły „Signum Christi in vitam aeternam” lub „In nomine Patris et Filii et Spiritus Sancti”, a na końcu wezwaniem do przekazania «znaku pokoju». Ryt był nieodłącznie związany z liturgią chrzcielną sprawowaną w ramach Wigilii Paschalnej.
Wraz z przyjęciem przez Franków pod koniec VIII wieku rzymskiej liturgii w obrzęd bierzmowania podlegał wyraźnemu rozwojowi. W czasie tzw. „renesansu karolińskiego” do rzymskich ksiąg liturgicznych włączano elementy z Galii i Germanii. Jak dokumentują sakramentarze i pontyfikały rzymsko-germańskie i rzymsko-frankońskie, do X wieku ryt był wzbogacany nowymi elementami sukcesywnie odłączany od wyjściowego kontekstu liturgii chrzcielnej. Zachowywano jednak świadomość pierwotnego charakteru łącznej celebracji obu rytów w ramach Wigilii Paschalnej. Sukcesywnie, aż do XII i XIII wieku związek rytuału chrztu i bierzmowania ulegał rozluźnieniu. Łączność tych sakramentów została zachowana głównie w liturgii papieskiej. Do XIII wieku księgi liturgiczne ujmowały łącznie liturgię trzech sakramentów inicjacyjnych, udzielanych zazwyczaj podczas Wigilii Paschalnej.
Przypisywana Alkuinowi Instrukcja „Primo Panagus” z 789 zawierała objaśnienia dotyczące dostosowania liturgii rzymskiej do chrztu dzieci, udzielane w kraju Franków przez misjonarzy. Instrukcja opisywała kolejność sakramentów inicjacyjnych: chrzest, Eucharystia, bierzmowanie. Taka kolejność wynikała z faktu udzielania bierzmowania przez biskupa, co było możliwe dopiero jakiś czas po chrzcie. Równocześnie Alukin wraz z Hrabanem Maurem udokumentowali fakt udzielania bierzmowania w pierwszą niedzielę po Wielkanocy, czyli w osiem dni po chrzcie.
W średniowieczu nastąpiło definitywne zerwanie jedności i łączności sakramentów: chrztu, bierzmowania i Eucharystii. W tej epoce chrzest był udzielny wyłącznie dwa razy w ciągu roku: w czasie liturgii Paschalnej i w święto Zesłania Ducha Świętego, a sakramentu bierzmowania mógł udzielać tylko biskup. Owa zmiana pastoralna miała wpływ na teologię bierzmowania. Zaczęło być traktowane głównie jako „przekazywanie ochrzczonym darów Ducha Świętego”, w celu dodania im odwagi do wyznawania wiary i jej obrony. Konsekwencją zmiany było także przesunięcie wieku kandydatów, tak by byli lepiej przygotowani do jego przyjęcia, oraz traktowania bierzmowania jako znaku dojrzałości chrześcijańskiej, która miała zobowiązywać do dawania świadectwa o wierze. XII-wieczny zbiór praw kanonicznych „Dekret Gracjana” zalecał już bierzmowanie starszych dzieci. Według tych zaleceń, kandydat powinien być „perfecta aetatis”, czyli mieć ukończone 7 lat, co w rozumieniu kanonicznym oznaczało dorosłość. Praktyka bierzmowania osób wchodzących dopiero w dojrzałość rozpowszechniła się w XIV–XV wieku. Synod w Kolonii (1536) i synod w Mediolanie (1565) wprowadziły zakaz bierzmowania kandydatów, którzy nie osiągnęli siódmego roku życia.
W XIII w. w katolickim obrzędzie wprowadzony został (prawdopodobnie przez Durandusa, biskupa Mende) gest wymierzenia przez szafarza bierzmowanemu lekkiego policzka. Znaczenie tego elementu nie jest jasne i jest różnie interpretowane. Sam Durandus widział w tym geście odniesienie do elementu ceremonii benedictio novi militis – gestu policzka wymierzonego kandydatowi na rycerza, jaki był mu wymierzany przy pasowaniu na rycerza. Z kolei zdaniem benedyktyńskiego historyka i liturgisty Ildefonsa Herwegena gest ten był związany z germańskimi zwyczajami, zgodnie z którymi młodzieńcowi wchodzącemu w wiek dorosły, wymierzano policzek, który miał symbolizować wejście w dojrzałość. Prawdopodobnym jest inne wyjaśnienie, które wiąże ów gest z pierwotnym znakiem pocałunku pokoju, którego biskup udzielał po bierzmowaniu dorosłego kandydata. Jednak podczas bierzmowania dzieci szafarz za pomocą gestu głaskania policzka zastępował znak pocałunku pokoju i wypowiadał słowa: Pax tecum („Pokój tobie”).
W średniowieczu ustaliła się w Kościele katolickim liczba siedmiu sakramentów, a bierzmowanie było już wyliczane jako drugi w kolejności po chrzcie. Zerwanie związku trzech sakramentów wprowadziła zmianę w praktyce pastoralnej – bierzmowania udzielano już po przyjęciu Eucharystii (czyli po I Komunii św.) – mimo iż dokumenty Kościoła i katechizmy wskazywały na stosowaną do tego czasu kolejność. Zdarzało się jednak, że wierni nigdy nie otrzymywali bierzmowania i umierali bez tego sakramentu. Z tego powodu synody kierowały do rodziców napomnienia, by doprowadzali do bierzmowania dzieci w jak najkrótszym możliwym czasie po ich chrzcie. Miało to następować w rok, trzy lub pięć lat po chrzcie. „Pontyfikał Duranda” z lat 1293–1295 zawierał opis obrzędu bierzmowania udzielanego odrębnie od chrztu. Zgodnie z nim, jednym z celów wizytacji biskupa było udzielanie sakramentu bierzmowania.
O bierzmowaniu jako odrębnym sakramencie wspomina Tomasz z Akwinu. W „Summa theologiae” (Chrzest i bierzmowanie, t. 27) opisuje szczegółowo poszczególne elementy i je analizuje. Zwraca uwagę, że dwóch sakramentów może udzielać tylko biskup – bierzmowania i kapłaństwa. Stąd uważa, że są one ważniejsze od innych.
Przez pierwsze tysiąc lat chrześcijaństwa bezpośrednio po chrzcie i bierzmowaniu udzielano neofitom – zarówno dorosłym, jak i dzieciom – Eucharystii. Praktyka taka była wspólna dla Wschodu i Zachodu. Potwierdzenie zawierają prace Cypriana z Kartaginy i Augustyna, „Konstytucje apostolskie”, późniejszy „Sakramentarz gelazjański”, a także księgi „Ordines Romani” z okresu od wieku VII do schyłku średniowiecza. Zgodnie z „Ordines Romani” zaraz po chrzcie i bierzmowaniu dzieci udzielano im także Eucharystii. Komunia święta dzieci zaczęła zanikać na Zachodzie dopiero w XII i XIII wieku. Powodem były wątpliwości, czy Eucharystii można udzielać także osobom, które jeszcze nie mają wystarczającej świadomości i nie korzystają w wystarczającym stopniu z rozumu. Rozważano także, czy istnieje obowiązek udzielania Komunii świętej dzieciom. Wśród zachodnich autorytetów, także Tomasz z Akwinu uważał, że „nie należy udzielać Komunii św. dzieciom zaraz po urodzeniu. [...] Lecz z chwilą, kiedy w dzieciach budzi się świadomość, tak że mogą świadomie przyjąć ten sakrament, wolno im udzielić Komunii św.” („Summa theologiae”, III, 80).
Na przestrzeni lat synody ponawiały zastrzeżenie, by do Komunii św. mogły przystępować wyłącznie osoby, które otrzymały wcześniej bierzmowanie. Zakaz ten utrzymywał pierwotną kolejność udzielanych sakramentów inicjacyjnych: chrzest–bierzmowanie–Eucharystia.
22 listopada 1439, podczas obrad Soboru florenckiego promulgowana została bulla papieża Eugeniusza IV o unii z Ormianami „Exsultate Deo”. Bulla potwierdzała, że materią jest krzyżmo sporządzone „z oliwy oznaczającej czystość sumienia” i „z balsamu oznaczającego woń dobrej reputacji”, pobłogosławione przez biskupa. Dokument precyzował słowa formuły wypowiadanej przy udzielaniu sakramentu „Znaczę cię znakiem krzyża i utwierdzam cię krzyżmem zbawienia, w imię Ojca i Syna, i Ducha Świętego”. Bulla potwierdzała też zasadę, że bierzmowania może udzielać jedynie biskup, który występuje jako następca apostołów. Wykazywała, że już po chrzcie który udzielał w Samarii (diakon) Filip, neofitów odwiedzili apostołowie Piotr i Jan i „wkładali na nich ręce, a oni otrzymywali Ducha Świętego” (Dz. 8, 14–17).

### Reformacja
Zasadnicza krytyka struktury sakramentów ze strony zwolenników reformacji (głównie waldensów, katarów, zwolenników poglądów teologicznych Johna Wycliffa i Jana Husa) doprowadziła do redukcji ich liczby. W kościołach protestanckich z liczby siedmiu pozostały tylko dwa, jako jedyne poświadczone przez ustanowienie w Nowym Testamencie: chrzest i Komunia Święta (Wieczerza Pańska). Głównym powodem wyłączenia rytu bierzmowania był brak jego biblijnego poświadczenia, oraz pogląd, że ten rytuał miał charakter wyłącznie uzupełniający w stosunku do chrztu. Wola zanegowania bierzmowania w jego rzymskokatolickim rozumieniu łączyła reformatorów. Mimo iż Marcin Luter i Jan Kalwin zgadzali się z wagą świadomego wyznawania wiary przez wchodzącego w dorosłość chrześcijanina, nie uznawali jednak potrzeby organizowania w tym celu odrębnego aktu. W kościołach ewangelickich odpowiednikiem rytu inicjacyjnego jest konfirmacja. Konfirmacja nie jest traktowana jako sakrament, ale publiczne wyznanie wiary i złożenie ślubowania wierności Bogu i Kościołowi.

### Czasy najnowsze
Kodeks prawa kanonicznego z 1917 Kościoła łacińskiego stanowił, że sakrament bierzmowania jest odkładany do osiągnięcia przez kandydata siódmego roku życia. Wcześniejsze udzielenie sakramentu było możliwe jedynie wyjątkowo, gdyby dziecko znajdowało się w zagrożeniu śmiercią, lub gdyby szafarz uznał, że jest to niezbędne ze względu na ważną i słuszną przyczynę. Instrukcja Kongregacji Sakramentów z 30 czerwca 1932 zawierała zalecenie pouczania wiernych, że praktyka takiego ustalania wieku bierzmowanych wynika z powszechnego prawa Kościoła łacińskiego. Instrukcja precyzowała, że dzieci powinny przystępować do tego sakramentu jeszcze przed swoją pierwszą komunią świętą. W latach 60. XX wieku do bierzmowania dopuszczano dzieci, które ukończyły 10.–12. rok życia i przyjęły już pierwszą komunię.

#### Reforma Soboru watykańskiego II
Kościół katolicki zaczął na nowo podkreślać związek bierzmowania z chrztem i Eucharystią, jako łącznymi sakramentami inicjacyjnymi, po II wojnie światowej w wyniku studiów przeprowadzanych w ramach ruchu liturgicznego. Zwrócono też uwagę na rolę biskupa „jako znaku jedności Kościoła, w którym ochrzczony już żyje, ale przez jego posługę zostaje w pełni do niego włączony”. Do pierwotnego rozumienia jedności sakramentów wtajemniczenia chrześcijańskiego Kościół katolicki powrócił pełniej dopiero po Soborze Watykańskim II. Zagadnienia z zakresu bierzmowania zgłaszane przez kościoły lokalne w fazie przygotowań do soboru w niewielkim stopniu dotyczyły kwestii teologicznych i liturgicznych. Komisja Przygotowawcza Soboru przyjęła 118 propozycji i pytań dotyczących bierzmowania, ale większość z nich dotyczyła problemu wieku kandydatów, wieku szafarza, czy czasu trwania obrzędu.
Reformę liturgii sakramentu bierzmowania zaczęły wyznaczać dopiero kluczowe dokumenty soborowe:
- Konstytucja o liturgii – Sacrosanctum concilium z 4 grudnia 1963,
- Konstytucja duszpasterska o Kościele w świecie współczesnym – Gaudium et spes z 7 grudnia 1965,
- Dekret o działalności misyjnej Kościoła – Ad gentes divinitus z 18 listopada 1965,
- Dekret o apostolstwie świeckich – Apostolicam actuositatem z 18 listopada 1965.

11 października 1964 z grona członków i konsultorów „Rady dla wykonania Konstytucji o świętej liturgii” (łac. Consilium ad exsequendam Constitutionem de Sacra Liturgia) wyłoniony został „Zespół ds Studiów XX, nad t.1 Księgi pontyfikalnej” (Coetus a Studiis XX, De I libro Pontificalis), który rozpoczął prace nad przygotowaniem nowej księgi liturgii sakramentu bierzmowania. Jego relatorem był Bernard Botte OSB, a sekretarzem Bruno Kleinheyer.

#### Po Soborze watykańskim II
W Kościele katolickim jedność sakramentów inicjacji chrześcijańskiej znalazła swój wyraz w rytuale pt. „Obrzędy chrztu dzieci” (1969). Istotną rolę w opracowaniu odrębnego pontyfikału poświęconego bierzmowaniu odegrała powołana przez papieża Pawła VI Święta Kongregacja Kultu Bożego (8 V 1969).
Wydany w 1973 przez papieża Pawła VI Pontyfikał Rzymski przekazał na ręce Konferencji Biskupów lokalnych kościołów prawo do ustalenia na swoim terytorium wyższego od wymaganego wcześniejszymi instrukcjami wieku kandydata do bierzmowania. Kodeks prawa kanonicznego z 1983 potwierdził ustalenia soborowe. Tym samym kandydaci do sakramentu bierzmowania powinni być w „wieku rozeznania” (czyli około siódmego roku życia) – chyba że występuje zagrożenie życia lub w opinii występuje inna poważna przyczyna. Konferencja Episkopatu Polski 16 stycznia 1975 roku wydała „Instrukcję duszpasterską dotyczącą sakramentu bierzmowania”, w której skorzystała z uprawnienia posoborowego i ustaliła, że w polskich diecezjach należy udzielać sakramentu młodzieży w wieku 14–15 lat. Podobne decyzje podjęło wiele Konferencji Biskupów na całym świecie.

##### Nowy Obrzęd Bierzmowania
Pierwotna redakcja „Ordo Confirmationis” (1971) określiła istotne elementy odnowionego obrzędu bierzmowania. Miał on być sprawowany podczas mszy świętej. Po liturgii Słowa następuje przedstawienie kandydatów, homilia wygłoszona przez przewodniczącego oraz odnowienie przyrzeczeń chrzcielnych. Na sam obrzęd bierzmowania składa się gest nałożenia rąk na bierzmowanych – jest to starożytny, biblijny gest udzielania Ducha Świętego – oraz namaszczenie krzyżmem świętym z wygłoszeniem formuły „N. przyjmij znamię Daru Ducha Świętego”. „Obrzędy chrześcijańskiego wtajemniczenia dorosłych” z 1972 roku wprowadziły zasadę, że bierzmowania dorosłych neofitów dokonuje się bezpośrednio po chrzcie, po czym udzielana jest im I Komunia (Eucharystia).

##### Synod o Eucharystii i Bierzmowaniu
Rzymski Synod Biskupów na temat Eucharystii odbyty w 2005 r. wezwał do zweryfikowania, czy we „wspólnotach chrześcijańskich wystarczająco rozpoznaje się ścisłą więź pomiędzy Chrztem, Bierzmowaniem i Eucharystią”, przypominając, że „jesteśmy ochrzczeni i bierzmowani jako przyporządkowani do Eucharystii” (Sacramentum Caritatis 17). Benedykt XVI podkreślił, że różnice co do udzielania sakramentu bierzmowania między kościołami Wschodu i Zachodu „nie są natury dogmatycznej, lecz mają charakter duszpasterski”. Papież wezwał konferencje biskupów do zweryfikowania skuteczności „aktualnego toku wtajemniczenia” (Sacramentum Caritatis 18). W praktyce może to oznaczać powrót do pierwotnej kolejności, czyli do udzielania bierzmowania przed Pierwszą Komunią. Praktykę tę w swej diecezji próbował wprowadzić biskup diecezji Fargo w Dakocie Północnej Samuel J. Aquila, od 2012 arcybiskup metropolita Denver.

##### Sakrament „pożegnania z Kościołem”
Bierzmowanie bywa niekiedy określane mianem sakramentu „pożegnania z Kościołem”. Badania przeprowadzone wśród gimnazjalistów przystępujących do bierzmowania wskazały, że sakrament postrzegany był przez nich jako zabieg magiczny i zdesakralizowany, nie związany z chrztem i eucharystią. Zdaniem niektórych duszpasterzy bierzmowanie w praktyce poprzedza odejście od wspólnoty chrześcijańskiej.